# 小行星2929
小行星2929（2929 Harris）是一颗围绕太阳公转的小行星。1982年1月24日，愛德華·鮑威爾在可可尼诺县发现了此天体。
該小行星以美國行星科學家艾倫·W·哈里斯（Alan W. Harris）命名。
这颗小行星的绝对星等为25.38879等。